# Las Juntas de Ixtapan
Las Juntas de Ixtapan är en ort i kommunen Tejupilco i delstaten Mexiko i Mexiko. Samhället hade 200 invånare vid folkräkningen 2020.